# Websays
Websays (fundada como Websays Intelligence, 2010, Barcelona) es una empresa de software y servicios alrededor de la búsqueda web, el procesamiento del lenguaje y el aprendizaje automático. Con un equipo mixto de desarrolladores y analistas de datos, Websays cubre las necesidades de sus clientes en inteligencia de datos para tratar grandes volúmenes de datos desestructurados.
Para poder estructurar estos datos, se categorizan mediante temáticas, se analizan indicadores como el sentimiento y se generan resúmenes e informes, todo ello en tiempo real mediante el panel de control llamado Websays Dashboard.

## Historia
El Dr. Hugo Zaragoza, fundador de Websays, es un experto mundial en estas tecnologías. Ha trabajado más de diez años como director de investigaciones en Microsoft, Yahoo! y Amazon en Estados Unidos, Inglaterra y España. En el 2010 el Dr. Zaragoza creó Websays con el objetivo de aplicar la tecnología más novedosa en recuperación de la información y análisis de datos. Los servicios que ofrece Websays, están enfocados a entender lo que dice la gente en la web sobre un tema, una marca o un individuo.
Esto tiene amplias aplicaciones, las más inmediatas en la monitorización de reputación en línea y la evaluación de campañas en línea (social media marketing, en línea reputation monitoring, etc).

## Servicios
En Websays se gestiona el social data o datos sociales (es decir, datos recopilados en las redes sociales) de empresas para brindar los siguientes servicios:
- Informes de reputación
- Clipping Digital
- Estudios de opinión, de mercado y de competencia
- Identificación de influencers
- Predicción electoral

Además, se hacen análisis basados en los datos de los clientes. Se utiliza el Websays Dashboard para analizar de forma gráfica y rápida cualquier fuente de datos como:
- Encuestas de satisfacción
- Resultados de focus groups o entrevistas
- Historial de clientes (CRM)
- Historial de incidencias (Help Desk)
- Email corporativo
- … y cualquier conjunto de textos que se quiera analizar sea mediante importación puntual o conexión a Web Service en tiempo real.

El Dashboard presenta en tiempo real todas las menciones monitorizadas. Un equipo de analistas se encarga de revisar algunos aspectos de las menciones que la herramienta no es siempre capaz de evaluar, como por ejemplo el sentimiento. Unos informes exhaustivos de la presencia e impacto en línea ilustran varios indicadores claves y su evolución, así como lista de influenciadores, nubes de palabras, etc. Existe también la posibilidad de observar a la competencia y realizar comparaciones en tiempo real.